# Diplosoma (plant)
Diplosoma is een geslacht uit de ijskruidfamilie (Aizoaceae). De soorten uit het geslacht komen voor in het zuidwesten van de Kaapprovincie in Zuid-Afrika.

## Soorten
- Diplosoma luckhoffii (L.Bolus) Schwantes ex Ihlenf.
- Diplosoma retroversum (Kensit) Schwantes

... · 
Antimima · 
Argyroderma · 
Carpobrotus · 
Disphyma · 
Dorotheanthus · 
Gibbaeum · 
Lapidaria · 
Lithops · 
Mesembryanthemum · 
Sceletium · 
Tetragonia · 
...